# 발진열
발진열(Murine Typhus)은 집쥐에 기생하는 벼룩을 통해 전염되는 리케차에 의해 발생하는 질병이다. 증상은 전신의 발진, 고열이 대표적이며, 전체적으로 발진티푸스와 유사하나 증세는 비교적 가볍고 사망위험률도 낮다.

## 임상 증상
잠복기는 8~10일 정도로, 비교적 급격하게 발병하여 섭씨 39~40도의 고열이 1주일정도 지속되다가 전신에 작은 좁쌀형태의 발진이 나타나며 두통, 근육통, 구토증 등이 유발된다.

## 치료 및 예방
치료에는 테트라시클린을 비롯한 항생물질이 주로 쓰이며 치료법은 발진티푸스와 같다.
발진열의 주 매개체는 집쥐와 벼룩이므로 벼룩과 집쥐를 구제하는 것이 중요하다.